# Южно-Приморский парк
Ю́жно-Примо́рский парк (до 1992 — Южно-Приморский парк им. В. И. Ленина) — крупный парк в Красносельском районе Санкт-Петербурга. Занимает участок зелёных насаждений площадью 58 га между Петергофским шоссе, улицей Доблести, улицей Маршала Захарова и Дудергофским каналом.

## История
Парк был создан в 1960—1970 годах к столетию В. И. Ленина коллективом под руководством архитектора А. Г. Лелякова. Здесь под литориновой террасой находилось болото.

## Архитектура парка
Парк по замыслу авторов должен был заключать в себе регулярную (южная) и пейзажную (северная, намытая) планировки, и обе должны были быть прорезаны широкой аллеей, выходившей к Финскому заливу. Однако замысел так и остался нереализованным: в 2010-х годах северная окраина подверглась застройке новыми жилыми домами.
Аллеи регулярной части парка засажены елями, пихтами, липами, дубами, вязами, конскими каштанами, плакучими ивами. А пейзажная больше напоминает кусок леса. На двух искусственных прудах, соединённых вместе каналом, имеются небольшие островки. На территории имеется детский городок со штучными изделиями (большие фигуры слона, крокодила и черепахи) работы скульптора Анатолия Киселёва.
В рамках десоветизации в ноябре 1999 года методом взрыва был уничтожен 28-метровый монумент «Серп и молот». В 2005 году надпись на памятнике при входе «100 лет В. И. Ленину» была заменена на «60 лет Победы», тогда же был восстановлен пришедший в упадок фонтан и на центральной аллее отстроили парк аттракционов «Планета Лета».

## Галерея

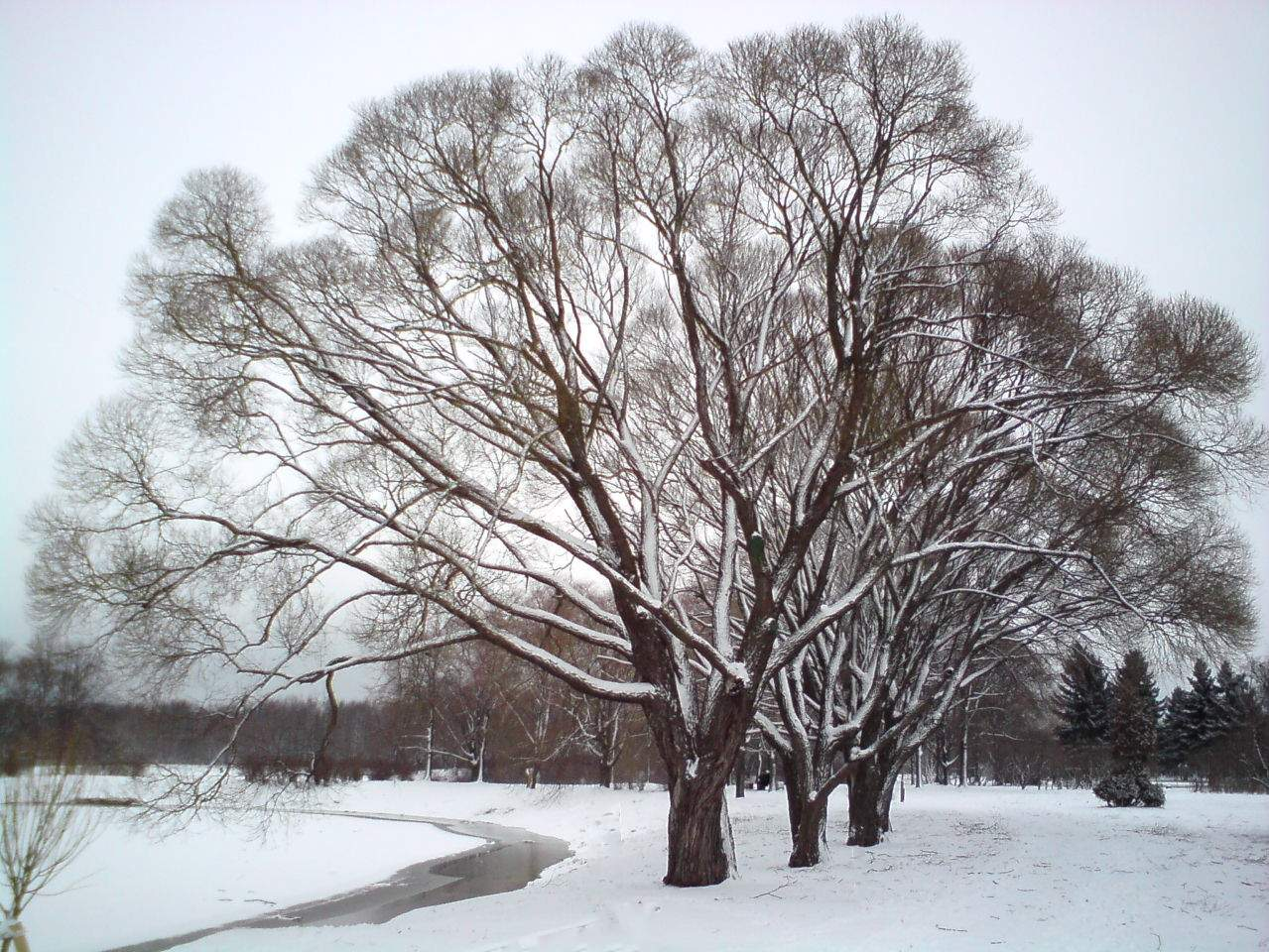
Зимой в парке
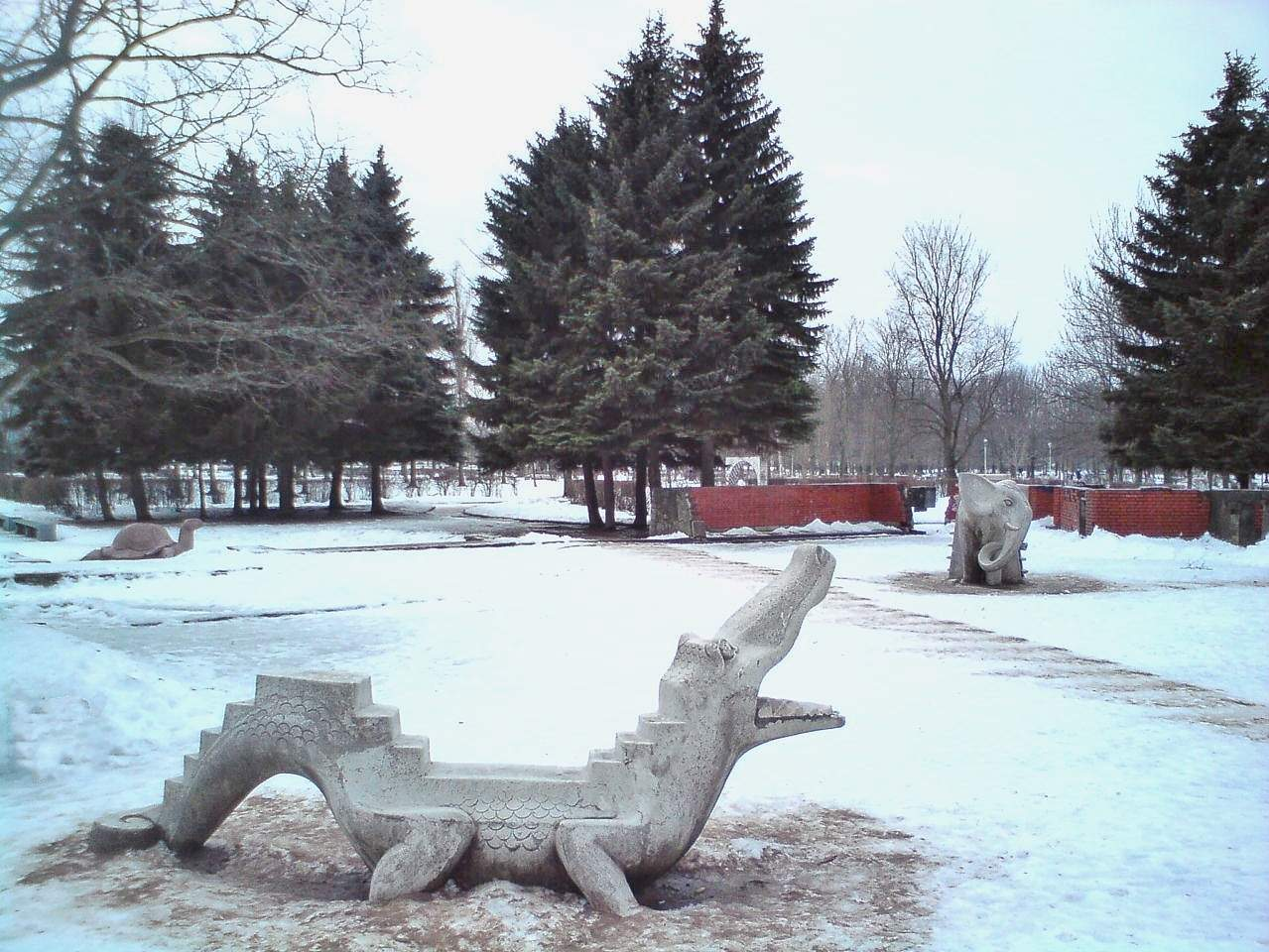
На детской площадке парка
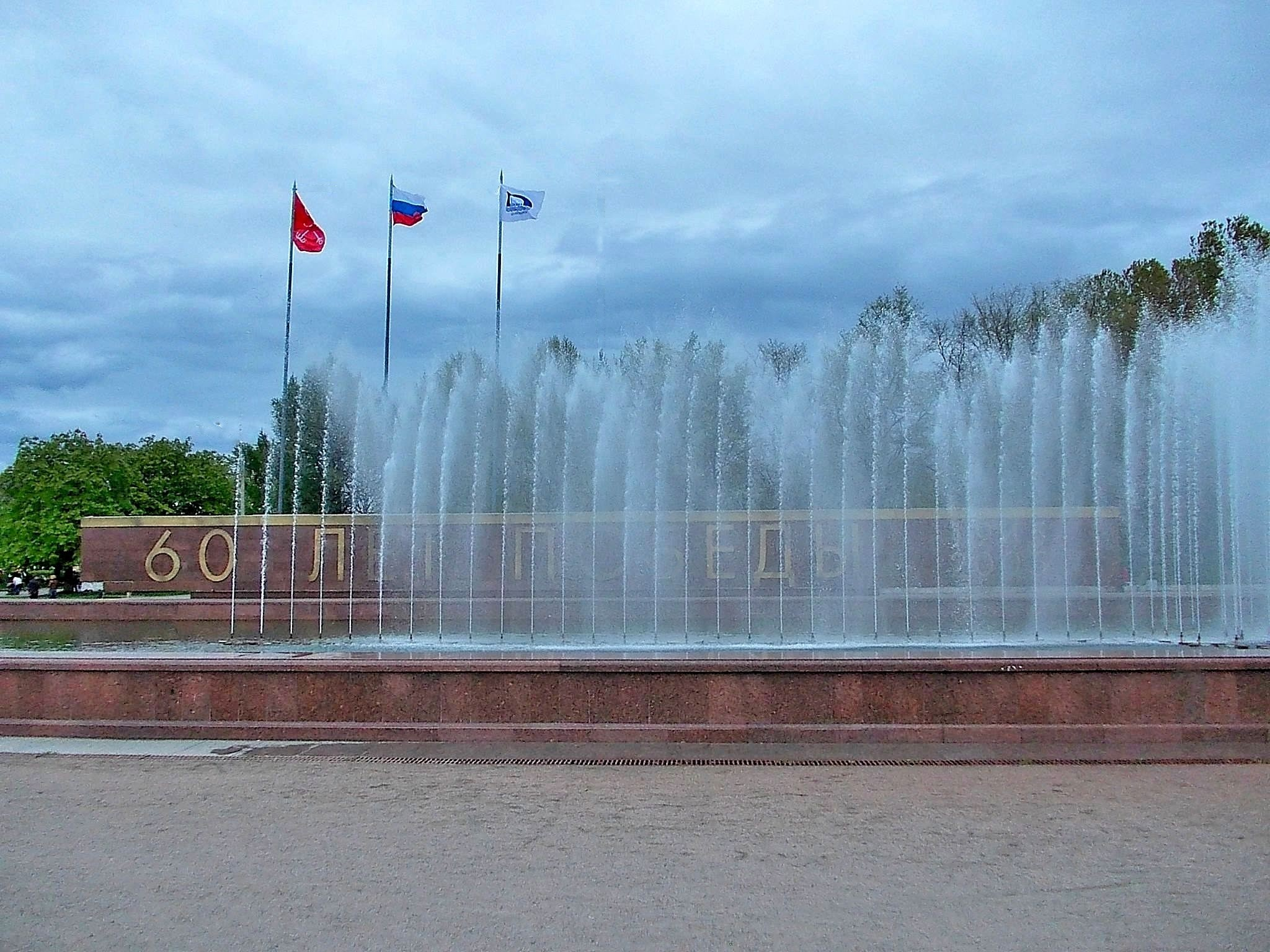
Фонтаны у входа в парк
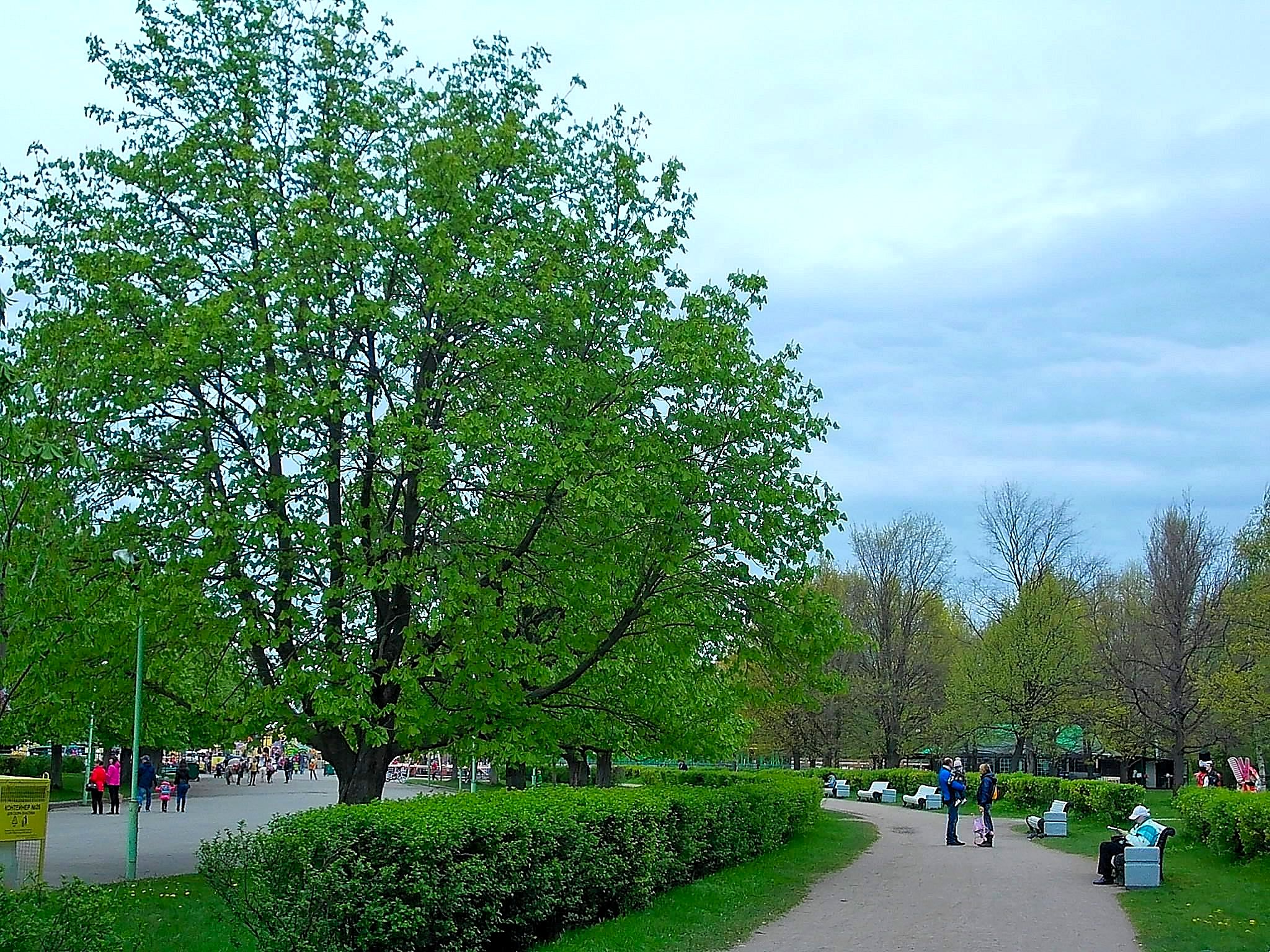
Главная аллея парка
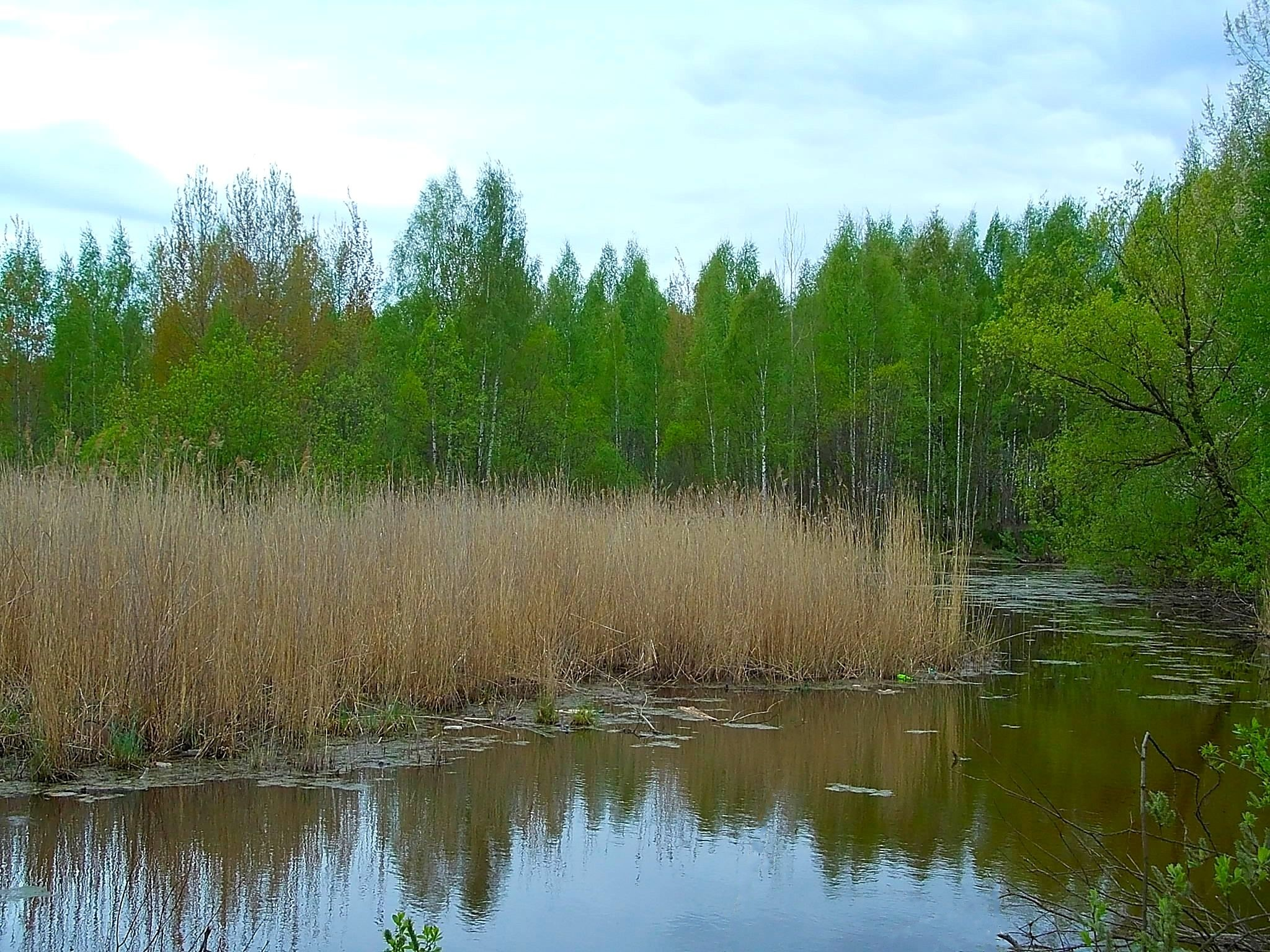
В заболоченном районе парка весной
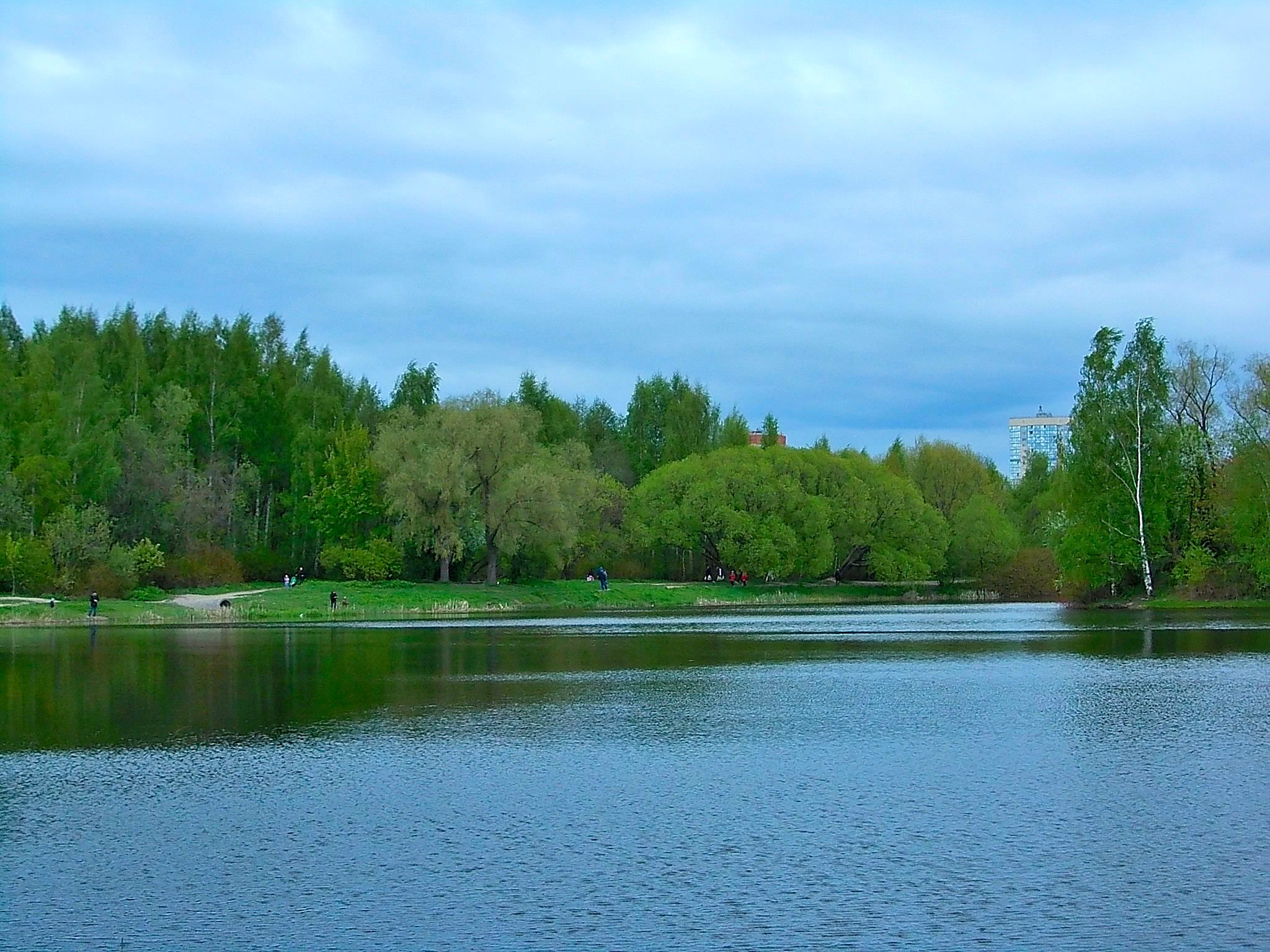
Большой пруд
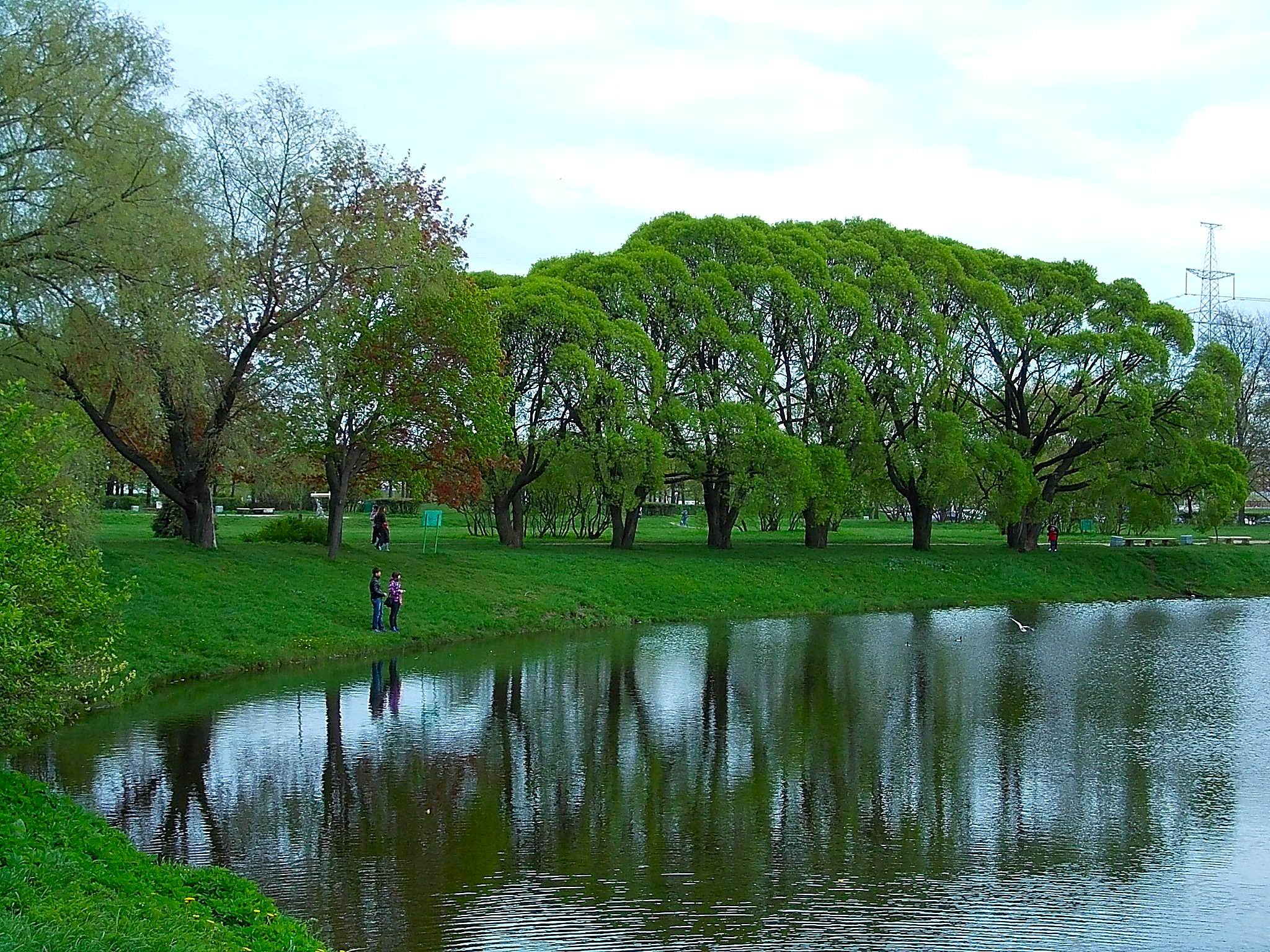
У пруда
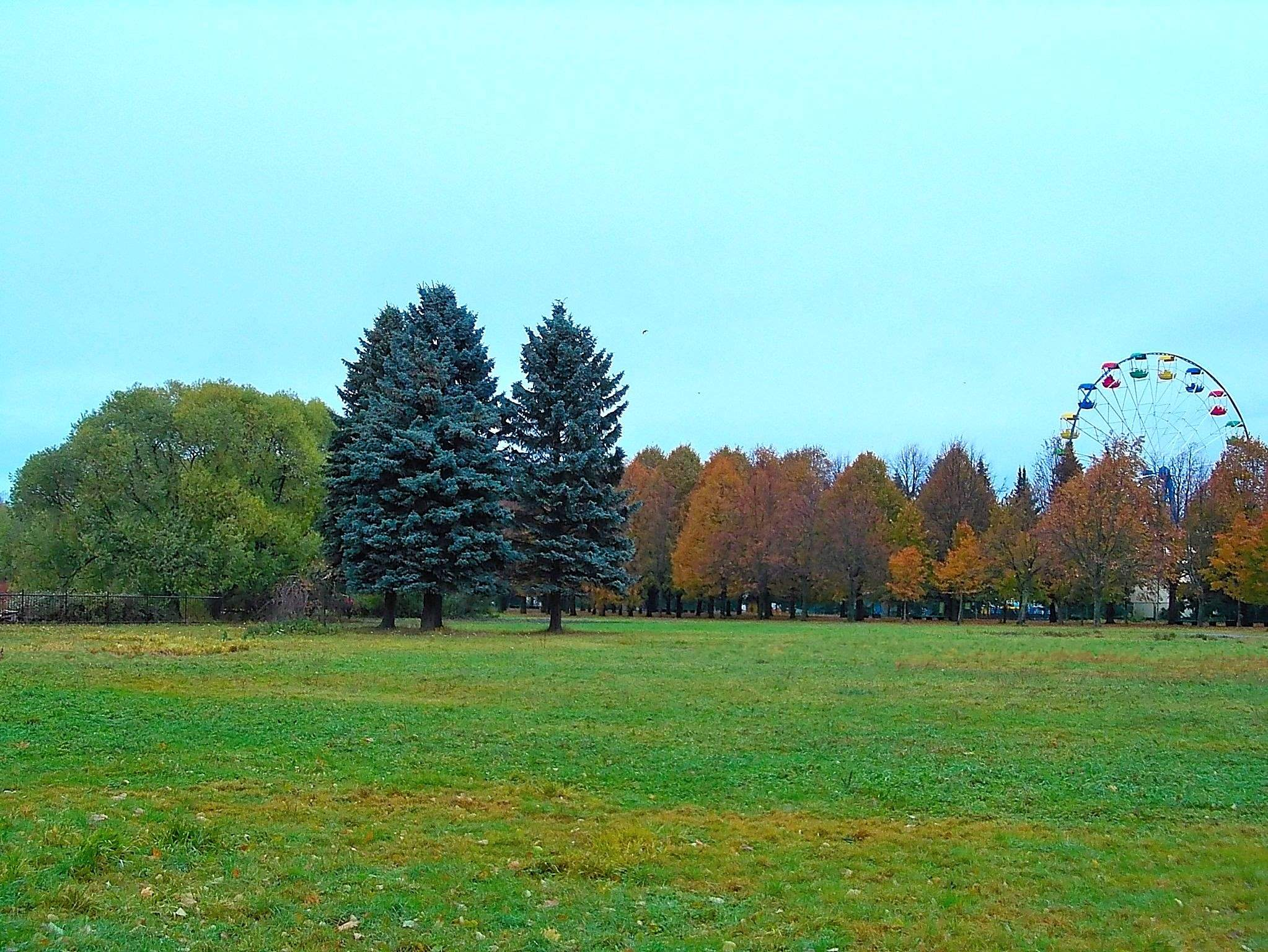
Осенью в парке
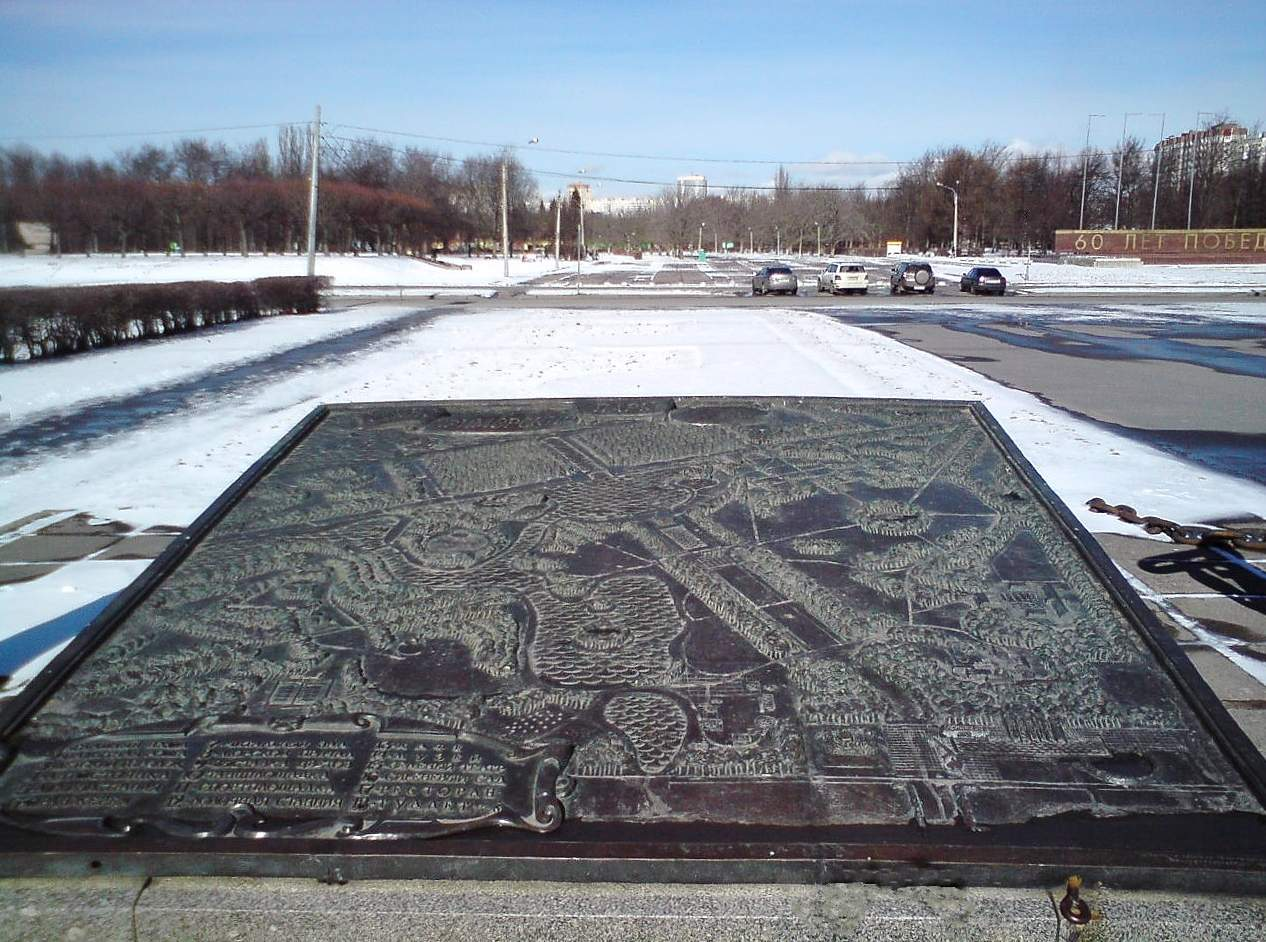
План парка
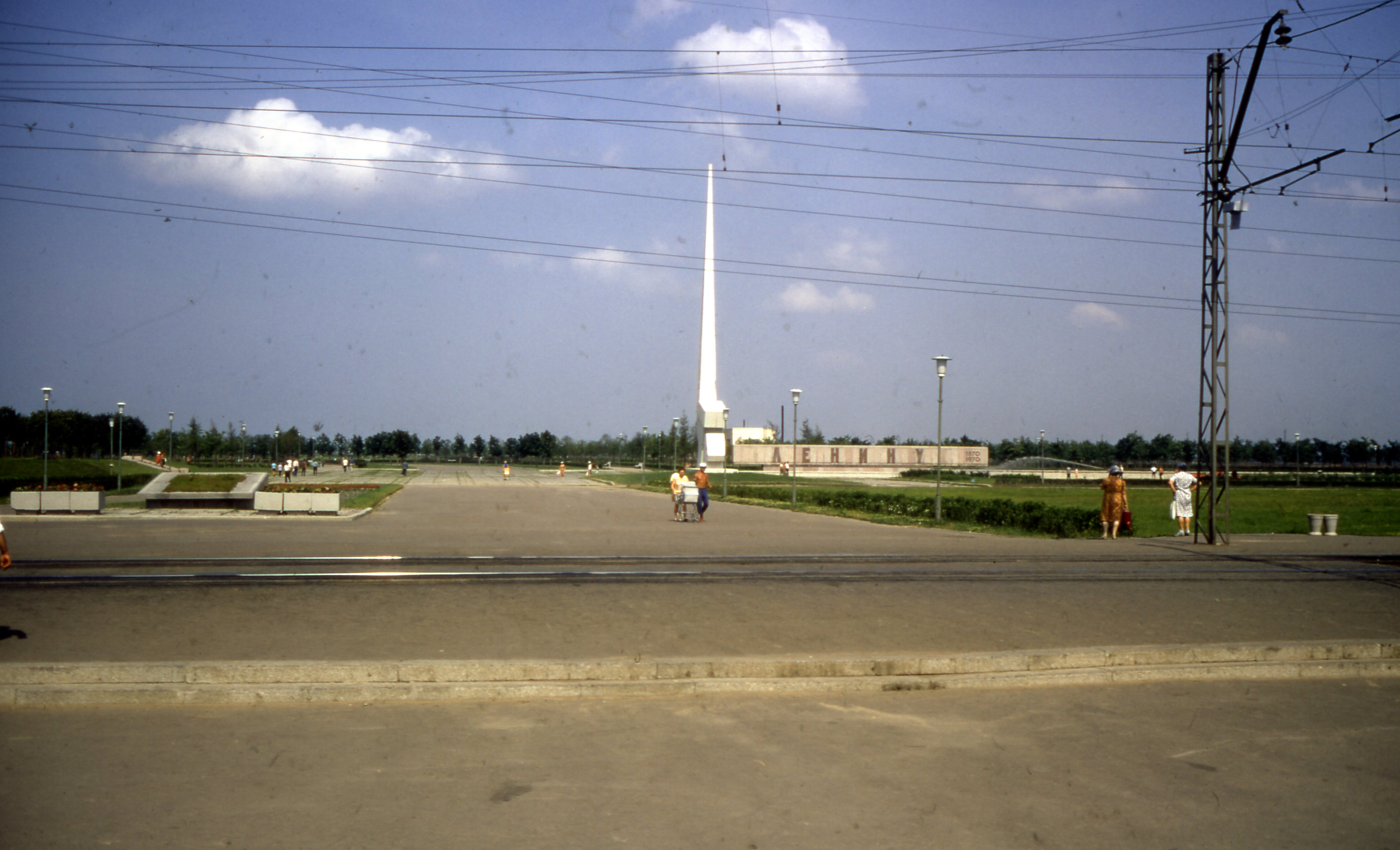
Демонтированный монумент «Серп и молот»
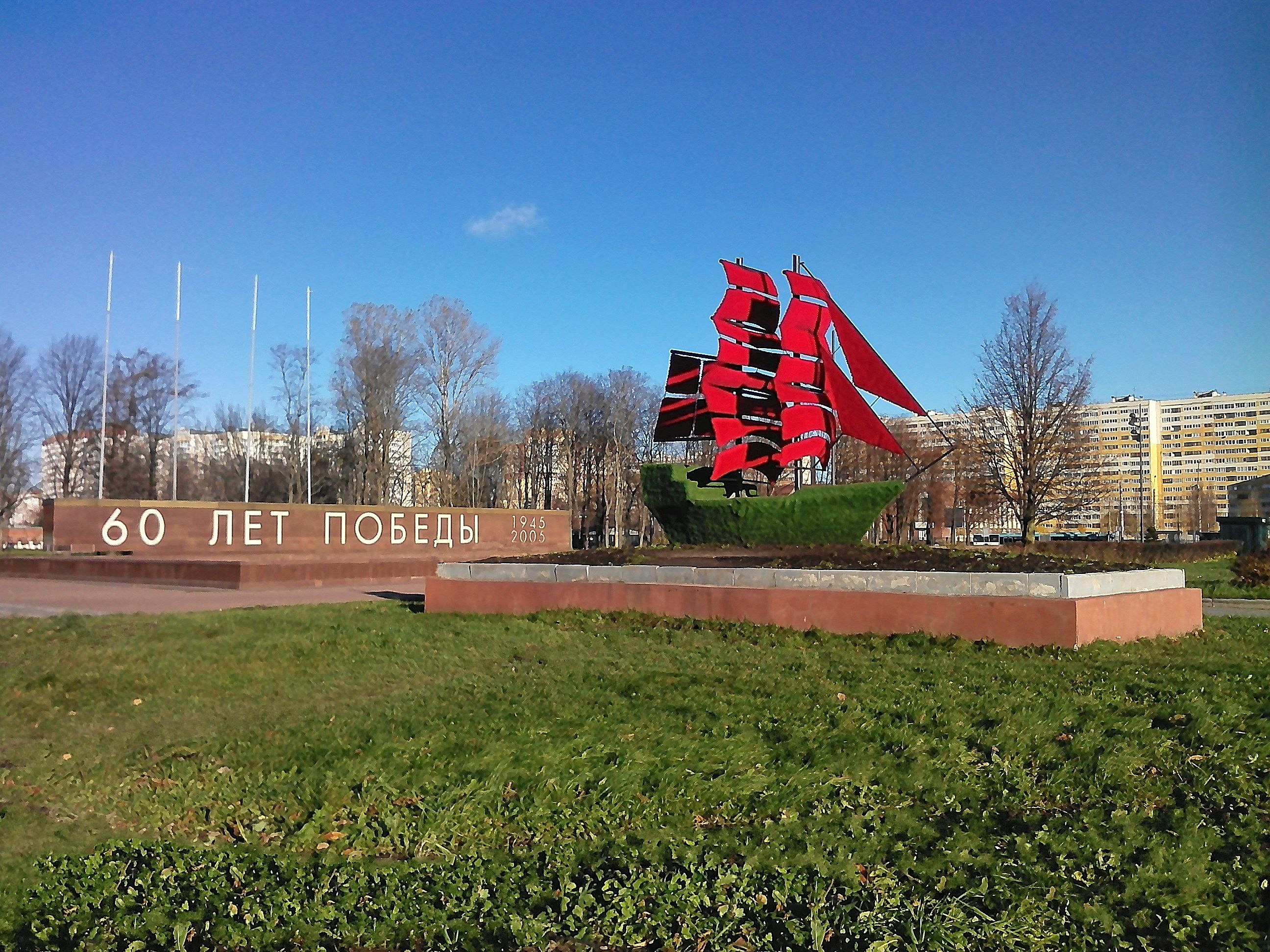
Стела на месте бывшей стелы "ЛЕНИНУ"